# Radioscopie
Radioscopie era una trasmissione culturale radiofonica ideata e condotta da Jacques Chancel, in onda su France Inter dal 5 ottobre 1968 al 1982, dal lunedì al venerdì, dalle 17 alle 18, e poi nuovamente dal 1988 al 1990.
La trasmissione, durante la quale Jacques Chancel s'intratteneva con un ospite, era particolarmente rinomata, tanto da spingere a parteciparvi la maggior parte delle personalità francesi dell'epoca.
Vi sono state, in tutto, 2 878 trasmissioni. Nel corso dell'estate 2015, France Inter ha ritrasmesso numerose puntate, in serata.